# Eupherusa
Eupherusa – rodzaj ptaków z podrodziny kolibrów (Trochilinae) w obrębie rodziny kolibrowatych (Trochilidae).

## Zasięg występowania
Rodzaj obejmuje gatunki występujące w Meksyku i Ameryce Centralnej (Belize, Gwatemala, Honduras, Nikaragua, Kostaryka i Panama).

## Morfologia
Długość ciała 7,5–11 cm; masa ciała 3,3–5,2 g.

## Systematyka

### Etymologia
- Eupherusa: gr. ευ eu „ładny, dobry”; φερω pherō „dźwigać, nosić”[6].
- Clotho: Kloto (ang. Clotho), w mitologii greckiej najmłodsza z trzech Mojr, które przewodniczyły podczas narodzin człowieka. Kloto nosiła koronę z siedmioma gwiazdami i barwne szaty[7]. Gatunek typowy: Eupherusa nigriventris Lawrence, 1868.
- Callipharus: gr. καλλος kallos „piękno”, od καλος kalos „piękny”; φαρος pharos „płaszcz”[8]. Gatunek typowy: Eupherusa nigriventris Lawrence, 1868.

### Podział systematyczny
Do rodzaju należą następujące gatunki:
- Eupherusa poliocerca Elliot, 1871 – diamencik białosterny
- Eupherusa cyanophrys J.S. Rowley & Orr, 1964 – diamencik niebieskogłowy
- Eupherusa eximia (De Lattre, 1843) – diamencik pręgosterny
- Eupherusa nigriventris Lawrence, 1868 – diamencik czarnobrzuchy